# Sensbachtal
Sensbachtal è una frazione della città tedesca di Oberzent, nel land dell'Assia.

## Storia
Il 1º gennaio 2018 il comune di Sensbachtal venne fuso con la città di Beerfelden e i comuni di Hesseneck e Rothenberg, formando la città di Oberzent.